# Principauté de Volhynie
Pour les articles homonymes, voir Volhynie (homonymie).
987–1199
Entités précédentes :
- Rus' de Kiev

Entités suivantes :
- Principauté de Galicie-Volhynie

La principauté de Volhynie (en ukrainien:  Волинське князівство), aussi appelé principauté de Volodymyr à partir de 1154, est une ancienne principauté slave issue de la Rus' de Kiev en 987. Son territoire correspondait à la région historique de Volhynie dans le nord-ouest de l'Ukraine. La principauté a existé jusqu'en 1199 lorsqu'elle s'est unie à la principauté de Galicie-Volhynie sous le règne de Roman le Grand. 
La première mention de sa capitale Volodymyr, qui était aussi la plus grande et la plus importante ville de la région, remonte à 884 sous le nom de Ladomir, d'où le nom de Lodomérie parfois donné à la principauté.

## Territoire
Le domaine seigneurial des princes de Volhynie recouvrait l'ouest de la Rus' de Kiev. A côté de leur résidence à Volodymyr, les autres bourgs fortifiés importants étaient Kremenets, Bousk, Brest, Belz, Choumsk et Loutsk (jusqu'en 1154). Outre ce territoire proprement dit, la zone d'influence de la principauté de Volhynie s'étendait vers le sud-est dans les contrées volochovènes.

## Histoire
La principauté de Volhynie a été fondée par la dynastie des Riourikides. En 981, le grand-prince Vladimir Ier de Kiev avait conquis la région des villes tchervènes sur la rive ouest du Boug s'étendant jusqu'à la frontière de l'État polonais (la Petite-Pologne). En 987, il a fondé la principauté de Volhynie autour du château de Volodymyr, qu'il a cédée à son fils mineur Vsevolod (de) (mort avant 1013). 
Le premier prince de Volhynie était probablement déjà décédé lorsque son frère aîné Iaroslav le Sage accéda au trône de Kiev en 1019, après la chute de son rival Sviatopolk. En même temps, les troupes du prince Boleslas Ier de Pologne ont occupé la région.

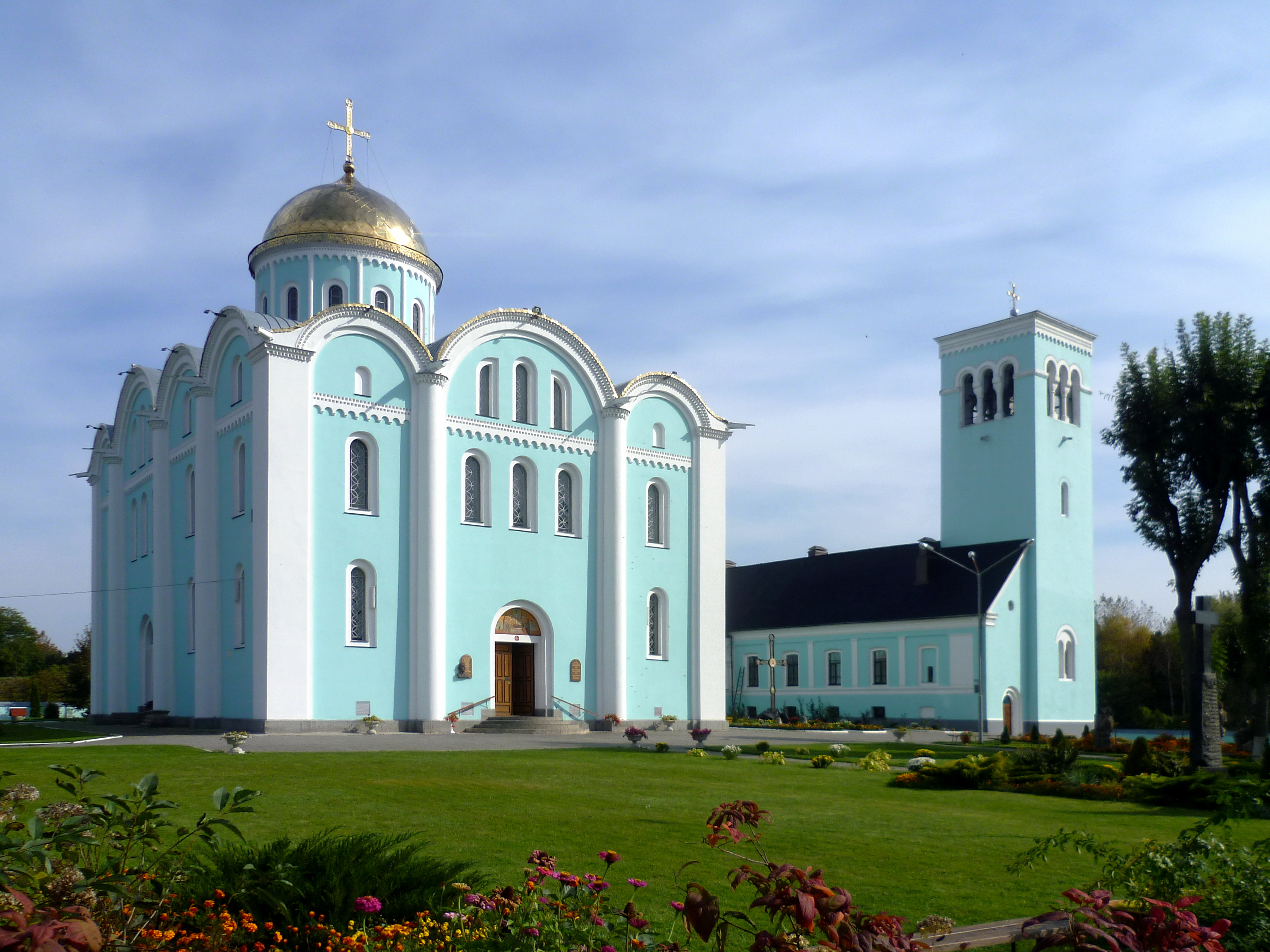
La cathédrale de Volodymyr, construite sous le prince Mstislav II vers 1160.

Dans sa campagne contre Mieszko II de Pologne, en 1031, Iaroslav le Sage a pu regagner la Volhynie. De 1069 à 1086, son petit-fils Iaropolk de Kiev dirige les principautés de Volhynie et de Tourov et Pinsk au nord-est. Les décisions sont prises par le prince depuis Tourov. Après la perte de Tourov en 1105, les descendants de Iaropolk ont continué à gouverner depuis la Volhynie. 
Le principauté obtient son autonomie après la fragmentation de la Rus' de Kiev en 1154. Elle prend également le nom de « principauté de Volodymyr » dès 1154 lorsque la ville de Loutsk se sépare de la Volhynie. 
En 1199, la lignée des princes de Galicie s'éteint à la suite de la mort du prince Vladimir Ier. Le prince Roman de Volhynie annexe la principauté voisine, déplace sa capitale à Halytch et forme la principauté unie de Galicie-Volhynie.

## Princes de Volhynie
- 987–1013 : Vsevolod, fils du grand-prince Vladimir Ier de Kiev

- v.1040–1054 : Sviatoslav, fils du grand-prince Iaroslav le Sage
- 1054–1057 : Igor, son frère
- 1057–1064 : Rostislav, petit-fils de Iaroslav le Sage

- 1069–1086 : Iaropolk, fils du grand-prince Iziaslav Ier de Kiev
- 1086–1100 : David, petit-fils de Iaroslav le Sage

- 1135–1141 : Iziaslav, fils du grand-prince Mstislav Ier de Kiev
- 1141–1146 : Sviatoslav, fils du prince Vsevolod III de Vladimir

- 1157–1170 : Mstislav, grand-prince de Kiev, fils d'Iziaslav
- 1170–1198 : Roman, fils de Mstislav